# Niklas Köck
Niklas Köck (1º febbraio 1992) è un ex sciatore alpino austriaco.

## Biografia
Specialista delle prove veloci originario di Sankt Jakob in Haus e attivo dal dicembre del 2007, Köck ha esordito in Coppa Europa il 15 gennaio 2011 a Kirchberg in Tirol in slalom gigante, senza qualificarsi per la seconda manche, e in Coppa del Mondo il 22 gennaio 2016 a Kitzbühel in supergigante (45º); il 1º febbraio 2013 ha colto a Sarentino in supergigante il primo podio in Coppa Europa (3º) e il 15 dicembre 2017 ha ottenuto il miglior piazzamento in Coppa del Mondo, in Val Gardena in  nella medesima specialità (11º). In Coppa Europa ha conquistato tre vittorie, la prima il 20 dicembre 2017 a Reiteralm in supergigante e l'ultima il 24 gennaio 2020 a Orcières in discesa libera, e l'ultimo podio il giorno successivo nelle medesime località e specialità (3º); ha preso per l'ultima volta il via in Coppa del Mondo il 18 dicembre 2020 in Val Gardena in supergigante, senza completare la prova, e l'ultima gara della sua carriera è stata la discesa libera dei Campionati austriaci 2022, disputata il 25 marzo nel Montafon e chiusa da Köck al 5º posto. Non ha preso parte a rassegne olimpiche o iridate.

## Palmarès

### Coppa del Mondo
- Miglior piazzamento in classifica generale: 112º nel 2018

### Coppa Europa
- Miglior piazzamento in classifica generale: 3º nel 2020
- 10 podi:
  - 3 vittorie
  - 5 secondi posti
  - 2 terzi posti

#### Coppa Europa - vittorie
| Data             | Località  | Paese    | Specialità |
| ---------------- | --------- | -------- | ---------- |
| 20 dicembre 2017 | Reiteralm | Austria  | SG         |
| 12 dicembre 2019 | Zinal     | Svizzera | SG         |
| 24 gennaio 2020  | Orcières  | Francia  | DH         |

Legenda:

DH = discesa libera

SG = supergigante

### Campionati austriaci
- 3 medaglie:
  - 3 argenti (supergigante, combinata nel 2017; supergigante nel 2019)